# Laxmi Gautam (femme politique)
Pour les articles homonymes, voir Laxmi Gautam.
Laxmi Gautam (hindi : लक्ष्मी गौतम), née le 1er juillet 1979 à Badaun (Inde), est une femme politique indienne, députée de la circonscription de Chandausi dans la 16e assemblée législative de l’Uttar Pradesh. Elle est membre du Samajwadi Party.

## Jeunesse et études
Laxmi Gautam naît le 1er juillet 1979 à Badaun, dans l’Uttar Pradesh. Elle détient une maîtrise universitaire ès lettres de l'université MJP Rohilkhand.

## Carrière politique
Laxmi Gautam est députée pendant un mandat. Elle représente la circonscription de Chandausi pendant la 16e assemblée législative de l’Uttar Pradesh,.

## Mandats
- De 2012 à 2017 : membre de la 16e assemblée législative